# Age of Empires IV
Age of Empires IV (oder Age of Empires 4) ist ein Echtzeit-Strategiespiel und der vierte Teil der Age-of-Empires-Spielereihe. Das Spiel wurde vom kanadischen, auf Echtzeit-Strategiespiele spezialisierten Studio Relic Entertainment, entwickelt. Die Veröffentlichung erfolgte am 28. Oktober 2021.

## Spielinhalt
Inhaltlich und spielmechanisch orientiert sich Age of Empires IV eng am Erfolgsrezept seiner Vorgänger, insbesondere dem des zweiten Teils. Die Spieler setzen halbautomatisch arbeitende Dorfbewohner ein, um die vier auf der Karte verteilten Rohstoffe Nahrung, Holz, Stein und Gold an- oder abzubauen. Die Ressourcen werden für technologische Weiterentwicklungen, Gebäude und militärische Einheiten ausgegeben.
Wie auch in den bisherigen Einträgen der Serie legen die Entwickler einen hohen Wert auf historische Authentizität. Zum Veröffentlichungszeitpunkt gibt es vier Kampagnen mit historischen Vorbildern. Eine davon thematisiert die Normannische Eroberung Englands. Ebenso kann die Schlacht bei Hastings zwischen Wilhelm I. und Harald II. nachgespielt werden, wobei die beiden historischen Figuren selbst spielbare Charaktere sind.
Abseits der Einzelspieler-Kampagnen sind mittlerweile zehn spielbare Völker vorhanden, darunter die Engländer, die Franzosen, das Sultanat von Delhi, das Kaiserreich China, das Heilige Römische Reich, das Mongolische Reich und das Reich der Rus. Nach einem Update Ende Oktober 2022 lassen sich nun auch die Malier und Osmanen spielen. Die Unterschiede im Spielstil der einzelnen Fraktionen fallen größer als bei den Vorgängertiteln aus. Im Spielverlauf werden die vier Stufen Dunkles Zeitalter, Feudalzeitalter, Festungszeitalter und Imperialzeitalter durchlaufen. Dabei verändern sich erstmals nach historischem Vorbild die Sprachen und Dialekte der Einheiten.
Im November 2023 erschien die kostenpflichtige Erweiterung Der Aufstieg der Sultane. Sie beinhaltet neben einer neuen Kampagne mit den Japanern und den Byzantinern zwei neue spielbare Zivilisationen. Des Weiteren kamen für vier der bereits vorhandenen Völker Varianten hinzu, welche ebenfalls als spielbare Völker ausgewählt werden können.
Im April 2025 erschien der zweite kostenpflichtige DLC Knights of Cross and Rose, welcher unter anderem zwei neue, spielbaren Völker ins Spiel bringt. Diese sind das Haus Lancaster als Variante der Engländer und die Tempelritter als Variante der Franzosen. Zudem erhält die Erweiterung neue Karten und mehrere Schlachten gegen die KI, welche an historische Ereignisse angelehnt sind.
| Zivilisation             | Fokus                                          | Varianten 1                       | Anmerkung                                    |
| ------------------------ | ---------------------------------------------- | --------------------------------- | -------------------------------------------- |
| Engländer                | Verteidigung, Langbögen, Wirtschaft            | Haus Lancaster                    |                                              |
| Chinesen                 | Dynastien, Schießpulver, Expansion             | Zhu Xis Vermächtnis               |                                              |
| Franzosen                | Aggressivität, Kavallerie, Wirtschaft          | Johanna von Orléans, Tempelritter |                                              |
| Heiliges Römisches Reich | Infanterie, Religion, Verteidigung             | Orden des Drachens                |                                              |
| Mongolen                 | Aggressivität, Nomadentum, Mobilität           |                                   |                                              |
| Rus                      | Eroberung, Expansion, Handel                   |                                   |                                              |
| Delhi-Sultanat           | Militär, Forschung, Verteidigung               |                                   |                                              |
| Abbasiden-Dynastie       | Forschung, Anti-Kavallerie, Goldenes Zeitalter | Ayyubiden                         |                                              |
| Osmanen                  | Reichsrat, Militärschulen, Belagerung          |                                   | Verfügbar seit 2022                          |
| Malier                   | Goldwirtschaft, Infanterie, Rinder             |                                   | Verfügbar seit 2022                          |
| Japaner                  | Landwirtschaft, Bannermänner, Infanterie       |                                   | Enthalten in Der Aufstieg der Sultane (2023) |
| Byzantiner               | Stadtplanung, Söldner, Verteidigung            |                                   | Enthalten in Der Aufstieg der Sultane (2023) |

Nach Release des Spiels wurde in einem Update der Inhaltseditor hinzugefügt. Er erlaubt, ähnlich wie in den Vorgängerspielen der Reihe, eigene Szenarien zu erstellen. Zu den Funktionen zählt hier unter anderem die Gestaltung des Geländes durch Abwandeln von Erhebungen, dem Verlauf des Wassers oder die Verteilung von Naturelementen wie Gras und Bäumen. Einzelne Elemente können ausgewählt und über das Eigenschaftsfenster oder die Manipulatoren in Position, Größe (Skalierung) und Rotation verändert werden. In einem Dateibaum werden im Laufe der Szenarioentwicklung hierarchisch Dateien erzeugt und abgelegt.

## Entwicklung und Veröffentlichung
Age of Empires IV wurde erstmals am 21. August 2017 auf der Spielemesse Gamescom angekündigt.
Nachdem in den darauffolgenden Jahren nur wenig offizielle Informationen bekanntgegeben wurden, fand am 10. April 2021 ein Age of Empires: Fan Preview genanntes Event statt, in dem der Entwickler in einem moderierten Livestream erstmals ausführlichere Einblicke in den Stand der Entwicklungsarbeiten und Umfang des Spiels bot.
Durch den Erfolg und die Bekanntheit der Vorgängerspiele wurde seit Ankündigung des vierten Teils ausführlich über Neuigkeiten auf diversen Fachportalen berichtet. So erschienen Artikel in The Verge, IGN, Gamesradar, PC Gamer, Gamespot und Polygon. Auf Deutsch berichteten unter anderem Golem.de, GameStar, PC Games und Heise Online.
Während der E3 2021 wurde bekannt geben, dass das Spiel am 28. Oktober 2021 erscheinen wird.
Vom 17. bis zum 20. September 2021 erfolgte ein offener Test einer Vorabversion des Mehrspielermodus, an dem Spieler kostenfrei teilnehmen konnten. Die Vorschau umfasste fünf verschiedene Karten sowie vier Fraktionen und konnte wahlweise gegen andere Spieler oder Computergegner gespielt werden.

## Rezeption
Age of Empires IV erhielt „allgemein positive Bewertungen“ der Spielepresse und erreichte einen Metascore von 81 aus 100 Punkten, basierend auf über 80 Urteilen. OpenCritic ermittelte eine aggregierte Punktzahl von 83 aus 100 auf Grundlage von über 90 Kritiken. 84 Prozent der Rezensenten würden das Spiel empfehlen.
IGN lobt den Titel für den üppigen Umfang der Einzelspielerkampagne und eine „großartige Musik- und Audiogestaltung“. Die größte Enttäuschung sei das Fehlen eines Karteneditors, wie es ihn im Vorbild Age of Empires II gegeben habe. Entwickler Relic habe hier jedoch bereits Abhilfe in Aussicht gestellt. Darüber hinaus werden das Bevölkerungs-Limit als zu niedrig, das Pathfinding der Einheiten als frustrierend und die Grafik insgesamt als eher unspektakulär kritisiert. Am Ende vergibt IGN eine Wertung von 8 aus 10 Punkten, „großartig“.

### Auszeichnungen
- Gewinner des Gamescom Award 2021 in der Kategorie „Bestes Strategiespiel“[22]